# Garešnica (rijeka)
Garešnica je hrvatska rijeka u Bjelovarsko-bilogorskoj županiji, lijeva pritoka Ilovi. Izvire na Moslavačkoj gori, kod Podgarića. Duga je 26 km. Protječe kroz Garešnicu, koja dobila je ime po rijeci, i kroz umjetna jezera Podgarić, Popovac i Skresovi.
Prolazi kroz sljedeća naselja: Podgarić, Novo Selo Garešničko, Gornja Garešnica, Veliki Prokop, Trnovitički Popovac, Mali Pašijan, Veliki Pašijan, Garešnički Brestovac, Garešnica i Ciglenica.